# 十三階シリーズ
『十三階シリーズ』（じゅうさんかいシリーズ）は、吉川英梨による日本の推理小説のシリーズ。

## 主な登場人物
- 黒江律子

警視庁公安部公安一課三係三班所属。だがそれは仮の姿で、実際は警察庁直轄の「十三階」の潜入捜査官。大学時代、就職相談室に来ていた、今の上司の古池に抜群の情報認識能力と情報を見抜かれて、スカウトされた。『十三階の血』で古池と結婚した
- 古池慎一

『十三階』古池班を指揮する。大学時代に律子をリクルートした。「慎一」の名は成田空港予定地の代執行において過激派に襲撃を受け殉職した母方の祖父から取られている。『十三階の血』で律子と結婚した。

## シリーズ一覧
- 十三階の女（2017年8月 双葉社 / 2019年2月 双葉文庫）[1]
- 十三階の神（2018年7月 双葉社 / 2020年6月 双葉文庫）
- 十三階の血（2019年11月 双葉社/ 2021年6月 双葉文庫）
- 十三階の母（2021年8月 双葉社)